# 인공위성

중궤도 GPS 위성의 궤도를 보여주는 애니메이션.

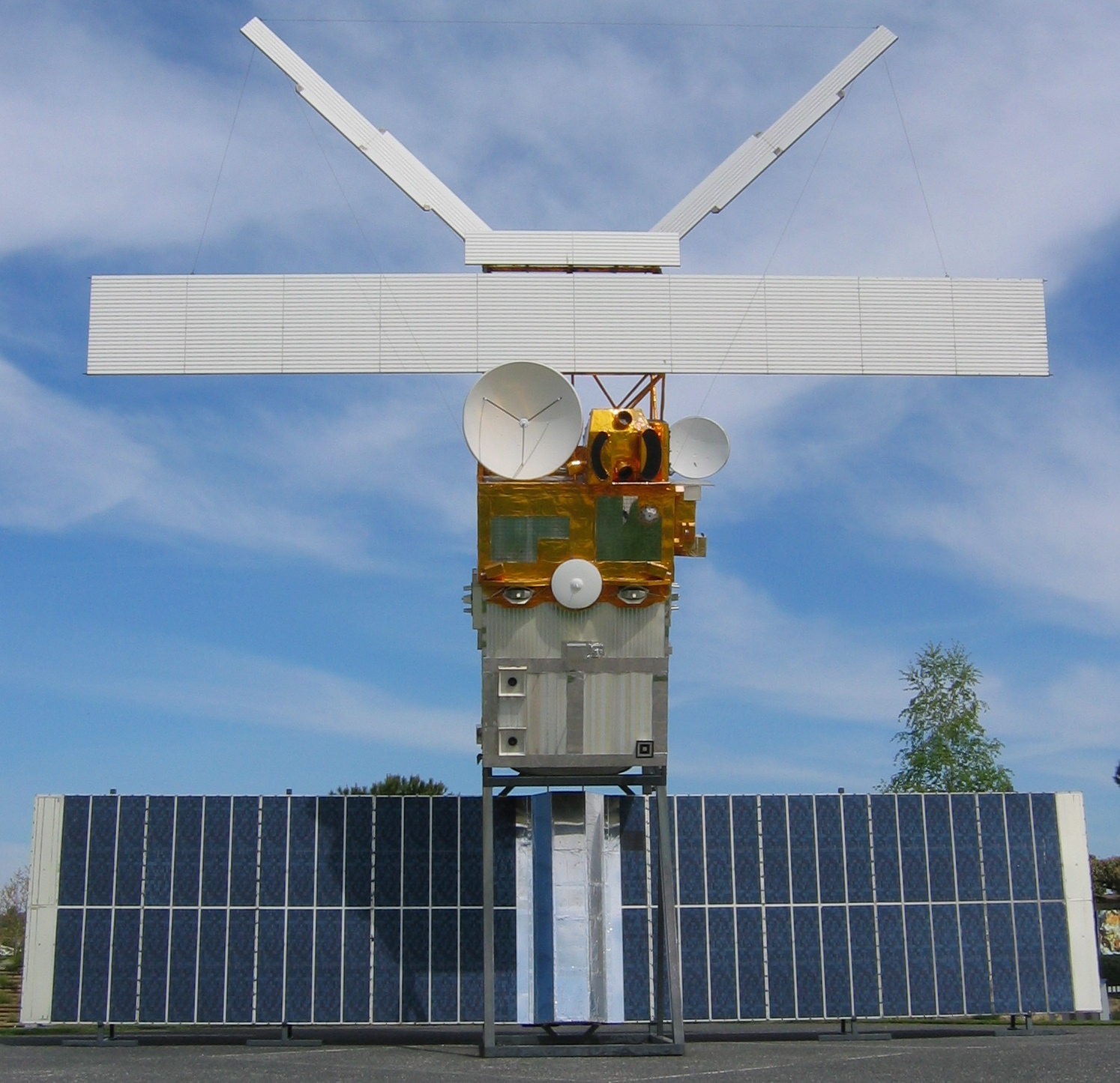
지구 관측 위성 ERS 2의 실제 크기 모델

인공위성(人工衛星) 또는 아티피셜 새틀라이트(영어: Artificial Satellite)은 로켓을 사용하여 대기권 밖으로 쏘아 올려져 주로 지구 둘레의 원 또는 타원 궤도를 위성처럼 비행하는 인적으로 만들어진 물체이다.
인공위성이란 인공적으로 행성 주위를 회전하도록 만든 물체들을 말한다. 비행하는 궤도의 고도에 따라 크게 정지위성과 이동위성으로 나뉘고, 사용 목적에 따라 통신위성, 방송위성, 기상위성, 과학위성, 항해위성, 지구관측위성, 기술개발위성, 군사위성 등으로 구분된다. 엄밀히 말하면 궤도 비행을 하는 스페이스 캡슐, 우주 왕복선, 우주 정거장도 인공위성에 해당하고, 지구로 떨어지지 않고 궤도를 돌고 있는 다 소진된 로켓 추진장치나 빈 연료탱크 따위도 인공위성이라고 할 수 있다.
비행하는 궤도의 해수면에 따라 정지위성(geostationary satellite)과 이동위성(orbiting satellite)으로 나눈다. 용도에 따라 과학위성, 통신위성, 군사위성, 기상위성 등으로 분류하며, 궤도에 따라 저궤도 위성, 극궤도 위성, 정지 궤도 위성 등으로 분류하기도 한다.
정지궤도위성을 중심으로 정지궤도위성보다 낮은 궤도로 지구주위를 비행하는 인공위성과 높은 궤도로 지구주위를 비행하는 인공위성이 있다. 정지궤도위성은 적도 상공 약 36,000km의 정지궤도를 비행하는 위성이고, 정지궤도 이외의 궤도를 비행하는 것은 이동위성이다. 이동 위성은 대부분 정지궤도위성보다 낮은 궤도를 비행하는 저궤도위성이지만 우주 탐사 위성과 같이 정지궤도위성보다 높은 궤도를 비행하는 것도 있다. 사용 목적에 따라 통신위성, 방송위성, 기상위성, 과학위성, 항행위성, 지구관측위성, 기술개발위성, 군사위성 등으로 분류된다. 정지궤도위성은 지구의 자전주기와 같아서 지표면에서 보면 위성이 상공의 한 지점에 정지해 있는 것처럼 보이는 위성이다.
로켓(발사체)에 의해 대기권 밖의 궤도까지 올라간 인공위성이 계속 공전하기 위해서는 수평방향으로, 초속 7.9km 이상의 속도가 필요하다. 인공위성은 지구 밖으로 상당히 멀리 떨어져 나갈 수 있지만 지구의 중력 때문에 결국 지구 쪽으로 다시 되돌아오게 되며, 지구가 당기는 인력과 회전에 의한 원심력이 평형을 이루어 '타원궤도'로 지구를 공전하게 된다. 그런데 속도를 더 크게 해서 어떤 한계를 넘으면 떨어져 나갔던 인공위성은 다시는 지구로 되돌아올 수 없게 된다. 이처럼 지구의 인력을 벗어나기 위한 속도를 '탈출속도'라 하며, 11.3km/sec 이상이 되어야 한다.
인공위성이 도는 궤도의 높이가 높아질수록 지구의 인력이 약해지므로, 도는 데 필요한 속도는 느려도 된다. 그 대신 인공위성이 지구를 한 바퀴 도는 데 필요한 시간(주기)은 보다 길어진다. 인공위성의 높이가 3만 6천km에 이르면, 지구 주위를 도는 인공위성의 주기는 24시간이 되어 지구의 자전 주기와 같아진다. 그러므로 인공위성을 적도 위에서 높이 3만 6천km의 궤도로 올리면, 위성은 지구와 함께 돌게 되고 마치 머리 위에 멈추고 있는 것처럼 보인다. 이 위성을 '정지위성'이라 한다.
인공위성은 크게 '유인위성'과 '무인위성'으로 나눌 수 있다. 무인위성은 과학위성ㆍ실용위성ㆍ군사위성 등으로 구분된다. 또한 '과학위성'은 지구를 둘러싸고 있는 우주 공간의 관측과 지구의 여러 가지 일을 조사하기 위한 위성이다. '실용위성'은 땅 위에서의 인류 생활에 직접 이용하기 위하여 쏘아 올리는 위성으로 일기예보에 이용하는 기상위성, 통신을 위한 통신위성, 배ㆍ비행기에 정확한 위치를 알려 주는 항해위성, 정확한 지도를 만들기 위한 측지위성, 자원을 조사하는 자원위성 따위가 있다. 군사위성은 기능에 따라 첩보위성(정찰위성), 조기경보위성, 군사통신위성, 함정의 전천후 운항을 지원하는 군사항법위성 등으로 분류된다.
세계 최초의 인공위성은 1957년 10월 4일에 발사한 소련의 스푸트니크 1호이며, 대한민국 최초의 인공위성은 1992년 8월 11일에 발사한 우리별 1호이다.
현재 50개국 이상이 인공위성을 운용하고 있지만, 인공위성 발사는 10개국에서만 이루어졌다. 수백개의 인공위성이 현재 작동중이지만, 수천개의 폐기된 인공위성과 그 조각들이 지구궤도 상에 존재한다. 지구 이외에 달이나 금성 주위를 공전하는 인공위성도 존재한다.

## 인공위성의 궤도
인공위성의 궤도는 보통 타원이다. 또 정지형(靜止型) 위성 이외에서는 궤도면이 적도면(赤道面)과 어떤 경사를 가지며 궤도경사각으로 그 경사를 나타낸다. 이 경사각은 인공위성을 발사하는 로켓 발사장의 위치 및 발사조건에 따라서 결정된다. 보통의 위성은 지구 자전에 따른 접선속도(接線速度)가 로켓의 비행속도에 가중하도록 진동(眞東) 방향으로 향해서 발사된다. 적도상에 있어서의 자전속도는 초속 약 465m로, 위도가 높아지면서 감소하고 극(極)에서는 0이 된다. 예를 들면, 대략 위치 북위 30°에서 진동으로 발사한 경우, 지구 자전속도에 의한 이득은 초속 약 400m가 된다. 진동으로 발사된 로켓은 항상 지구의 중심으로 끌리므로 점차 남하 진로를 진행하여 적도를 가로질러 남위 약 30°까지 남하하면 이번에는 북위 30°까지 북상한다. 즉, 적도에 대하여 경사각 30°의 궤도를 잡는다.
자전속도에 의한 이득을 생각하지 않고, 또 로켓의 힘에 여유가 있다면 어느 방향으로 발사하는 것도 가능하며, 임의의 경사각을 가진 궤도에도 발사할 수 있다. 그러나 실제로는 다단식(多段式) 로켓을 사용하여 순차적으로 이탈시키면서 가게 되므로 그것들을 낙하시키는 대책을 세워야 한다는 점에서도 발사방향은 상당한 제약을 받는다. 그 때문에 진동으로 발사하여 초기적인 궤도에 진입시키고 나서 궤도면이나 고도 등을 변경시키는, 이른바 궤도변환 조작을 실시하는 일이 많다. 복잡한 궤도변환의 한 예로는 정지형 궤도에의 변환이다. 정지형 궤도는 지구가 자전하는 각속도(角速度)와 같은 각속도로 적도 상공의 원 또는 그것에 가까운 타원궤도를 주회하게 되므로 이 궤도를 동쪽으로 주회하는 인공위성은 그 상공에 정지하고 있는 것처럼 보이기 때문에 이렇게 부른다. 이 궤도속도는 초속 약 3.08km이며, 필요한 반지름은 지구 반지름의 약 6.6배인 4만 2188km가 되며, 고도는 적도 상공 3만 5810km이다.
이러한 궤도에 위성을 단번에 들여보내는 것은 로켓의 에너지를 유효하게 사용하기 위해서는 유리하지 못하다. 그래서 먼저 위성을 발사기점의 위도에 대응한 경사각을 이루는 장원궤도에 발사한 다음에 위성에 조립되어 들어 있는 원지점모터(apogee motor)라고 하는 로켓엔진을 원지점 고도에서 작동시켜 궤도면 및 고도를 바꾼다. 이런 경우 추진력이 작용하는 방향을 바르게 조정하기 위해 위성의 자세를 정확하게 제어해야 하며, 애포지모터의 작동위치나 작동시간 등 일련의 조작을 정밀하게 실시할 필요가 있다. 정지형 통신위성인 경우, 초기중량(初期重量)의 약 반을 애포지모터가 차지하며, 다시 자세제어 및 이후의 궤도수정에 필요한 추진제(推進劑)를 상당히 적재해야 한다. 정지형과 비슷한 것으로 준정지형(準靜止型)이라고 하는 궤도가 있다. 이것은 정지형 궤도의 인공위성인 경우, 지구의 광역(廣域)을 내려다볼 수 있는 반면에, 극에 가까운 고위도 지대는 포괄할 수 없으므로, 약간 경사각을 가지게 하여 적도 상공을 축으로 하여 마치 8자형으로 남북을 이동할 수 있게 한 것이다.
이 궤도의 위성은 북반구에 12시간, 남반구에 12시간의 비율로 원형운동을 하게 된다. 이것과는 다른 준정지형 궤도에는 정지형과 마찬가지로 적도 상공에 있지만 고도를 정지형보다 약 2,000km 낮은 곳에 발사하는 방법이 있다. 이 궤도에 들어간 위성은 매일 약 30°씩 동쪽으로 이동하였다가 12일 후에 본래의 위치로 되돌아온다. 이것을 궤도에 몇 대 이상 배치해 두면 순차적으로 접근하여 오는 위성을 이용할 수 있다. 지구의 적도면은 공전궤도면과 23.4° 경사되어 있으나 이들 면은 1년에 2회, 춘분과 추분에 교차한다. 그 때문에 지구의 어느 특정 지점의 특정 시각, 예를 들면 정오의 태양 방위는 매일 쏠리게 된다. 이 쏠림은 360°÷ 365일 ＝ 0.99°로 인공위성의 궤도면을 매일 이만큼 쏠리게 하면 특정 시각 특정 지점의 상공에 위성이 나타나게 된다. 이러한 궤도를 태양동기궤도(太陽同期軌道)라고 하며, 군사용의 정찰위성과 같이 특정 지점을 매일 정기적으로 내려다보는 데 편리한 궤도이다.
한편 인공위성은 지구 밖으로 상당히 멀리 떨어져 나갈 수 있지만 지구의 중력 때문에 결국 지구 쪽으로 다시 되돌아오게 되며, 지구가 당기는 인력과 자유낙하에 의한 중력이 균형을 이루어 원심력이 평형인 '타원궤도'로 지구를 공전하게 된다. 이러한 지구의 궤도와 중력 낙하 곡선을 일치시키위한 속도는 적어도 약 시속27,000km(초속 7.9km) 이상의 속도가 필요하다. 또한 이보다 더 큰 속력을 내면 지구의 인력을 벗어나는 궤도를 얻을수있는데  약 시속40,000km(11.3km/sec) 이상에서 그 한계를 넘으면 지구의 궤도를 돌던 인공위성은 궤도에서 떨어져 나가 우주로 향해 나갈수있는 '탈출속도'를 얻게 된다.

## 인공위성의 기본구성
인공위성은 미션계, 텔레미트리·추적사령계(追跡司令系), 궤도·자세제어계, 전원계, 구조체 등으로 이루어진다.

### 임무체계
그 위성이 궤도상에서 실시하는 계획상의 임무를 수행하는 장치나 기기의 집합을 말한다. 통신위성인 경우, 중계하는 지상으로부터의 통신전파를 수신하는 안테나로부터 수신기를 거쳐 증폭하여 목적지로 송출하는 송신기나 송신 안테나까지를 포함한 것이 미션계가 된다.

### 통신·추적사령체계
이 계에서 중요한 것이 통신(Telemetry: 원격측정)이다. 이것은 위성내의 여러 가지 상태나 장치의 관리에 필요한 데이터를 계측하여 지상 기지로 통보하는 시스템이며, 지상 기지는 그 데이터에 의하여 위성의 운영·관리에 필요한 처치를 판단하고 위성에 대하여 전파로 지시를 보낸다. 그리고 위성 쪽에서는 이 사령을 받아 장치를 제어하도록 되어 있다. 이 밖에 인공위성의 시시각각의 위치를 지상에 알리기 위하여 지상의 레이다가 추적하는 단서가 되는 신호를 발하는 기능도 이 계에 포함된다.

### 궤도·자세제어체계
위성궤도는 지구의 중력이나 고층대기 등의 영향에 의하여 장기간에 상당히 변동하므로, 때때로 수정할 필요가 있는 동시에 위성의 자세변화도 일어나므로 정확하게 해야 한다. 이러한 수정을 실시하는 것이 궤도·자세제어계이다. 특히, 지구 표면을 관측하는 텔레비전 카메라나 관측기기가 바른 각도를 향하도록 하거나, 날카로운 지향성(指向性)을 가진 전파를 송수신하는 안테나의 방향 등을 제어하는 데도 위성의 자세제어는 중요하다.
또한, 태양전지(太陽電池)에 의한 기전력(起電力)은 전지면의 태양방향 지향정도(指向精度)가 나쁘면 대폭적으로 저하하므로 이 제어도 실시되는 일이 많다. 앞서 말한 정지형 궤도로 하기 위한 일련의 궤도수정 조작을 실시하는 것도 이 계의 임무이며, 통신·기상·자원탐사 등 특히 정도가 높은 미션(사용목적)을 가진 위성에서는 이 계가 상당히 대규모적인 것이 되고 중량적으로도 커진다.
궤도·자세를 변화시키는 동력(動力)으로서는 대형 애포지모터나 소형 제트분사장치 등 외에 모터로 휠을 돌려서 얻어지는 토크나 자이로(gyro) 효과 또는 요요(yoyo)와 같은 추를 선단에 단 와이어를 방출하는 등 여러 가지 종류가 있고, 필요수정량에 대응하여 사용한다. 가장 기본적인 자세안정법으로는 위성 전체를 팽이처럼 회전시키는 스핀 안정이 있다. 본체 표면에 태양전지를 가득 붙인 형의 위성에서는 위성을 일정한 속도로 회전시키지 않으면 태양전지의 각 면이 고르게 빛을 받지 못하므로 적정한 회전율로 위성에 스핀을 주는 일이 필요하다.

### 전원체계
인공위성에 탑재되는 여러 가지 장치를 작동시키는 힘은 대부분이 전력에 의존하는데, 전원계는 이러한 전력을 확보하고 공급하는 역할을 한다. 이것이 고장이 나서 전력공급이 멎게 되면 위성의 기능은 모두 정지하게 되므로, 특히 높은 신뢰성과 안정된 성능이 요구된다.
특수한 예를 제외하면 전원계는 발전 또는 기전계(起電系)와 이것을 받아 충전하는 2차 전지, 전지로부터 기기로 급전할 때 안정이나 정격화(定格化)를 실행하는 제어계, 그리고 바르게 각 기기에 전력을 분배·접속하는 계로 이루어진다.
현재 인공위성의 발전
·기전계를 대표하는 것은 태양광선을 받아서 광기전효과(光起電效果)에 의하여 전기에너지로 변환하는 태양전지를 이용하는 것이다. 태양전지의 기전력은 수광면적(受光面積)에 비례하며 수광면에 직각으로 태양광을 받은 경우는 지구 주변의 궤도에서 1m2당 100W 전후이다. 궤도에 있어서의 위성은 태양으로부터 광선뿐만 아니라 고에너지 방사선도 받으므로 그대로는 태양전지의 수광면에 손상이 생긴다. 방호를 위하여 전지 표면에 석영(石英) 유리를 피복해야 하는데, 그 때문에 태양전지의 무게는 1m2당 3kg 전후가 되어 있다.
아폴로 우주선에서 활약하고 스페이스 셔틀 등 유인우주선의 전원으로 이용되는 것은 연료전지이다. 이것은 수소와 산소와의 화학반응에 의하여 발전하는 것으로 효율이 높은 것과 발전량의 제어가 쉽다는 장점이 많은 반면, 반응제를 탱크에 수납하여 궤도에 운반하기 때문에 이용기간이 반응제의 양으로 제한된다. 이 밖에 방사성 동위원소(放射線同位元素)가 붕괴할 때 방출되는 방사선을 용기의 안벽에 받으면 가열되므로 이 열을 제벽효과[熱起電力效果]에 의하여 전력으로 변환하는 방법을 행성탐사기 등에서 사용하고 있다. 사용하는 방사성 동위원소는 주로 플루토륨 238이다. 기전용 열전쌍(熱電雙) 1조에 대하여 기전력은 0.4W로 낮기 때문에 1천 수백 조가 집합하여 1조로 한 것을 사용하고 있다. 이 방법으로는 발열이 있기 때문에 방열장치가 필요하며, 위성기기로부터 멀리 떨어지게 탑재하여 방사선이나 열로부터 방호해야 한다.
특히, 대전력이 요구되는 경우에는 특수한 예이지만, 소형의 발전용 원자로(原子爐)가 위성에 탑재되는 일이 있다. 부피 및 무게를 감안하여 고속중성자로(高速中性子爐)를 사용하는 것이 일반적이다. 노에서 발생하는 열의 흡수, 노심의 냉각을 알칼리금속으로 실시하고 이것에 의하여 수은을 작업유체(作業流體)로 하는 보일러를 가열하여 증기가 된 수은으로 터빈을 돌려 교류발전기를 구동하는 것이 전형적이다.
이 밖에 태양열을 모아 보일러를 가동시키는 태양로를 이용하는 발전도 제안되고 있다. 그러나 현재로는 태양전지를 주류로 하고 있다. 주기 100분인 인공위성에서는 일조시간(日照時間)이 약 60분이므로 이 사이에 2차 전지에 태양전지의 기전력에 의하여 충전하고, 그늘에 들어가는 약 40분간은 2차 전지의 방전기간이 되도록 충방전 사이클을 설정한다. 위성탑재 규격의 2차 전지는 니켈-카드뮴 전지이며 앞의 충방전사이클이 7,000~1만 회 이상 가능한 것이라야 한다고 되어 있다. 또 과충전을 방지할 필요가 있으므로 제어장치가 부속된다.

### 구조체계
인공위성은 발사로켓의 머리부에 설치되는 노즈콘(Nosecone: 단두원뿔)이라고 하는 원통 부분에 수용해야 하므로, 그 외형은 대부분 다면구체(多面球體) 또는 원통형으로 되어 있다. 태양전지를 본체에 장착하지 않고 평판패널에 배치하는 것은 패널을 접어서 탄도원뿔 안에 수납하여 탄도원뿔을 이탈시키고 나서 전개시킨다.
인공위성은 가벼워야 한다는 것이 절대조건이므로 기기를 받치는 구조체는 가급적 가벼운 재료로 만들어진다. 그러나 발사시의 가속도나 충격·진동에 견딤과 함께 자세·궤도의 제어에 적합한 구조이어야 하는 것도 중요하다. 기기의 대부분은 전자장〉)이며 그것들이 한정된 내부부피에 수납되므로 기기상호간의 전기적 간섭이 생길 가능성이 높고 그 대책도 중요시된다.
인공위성 중에는 궤도를 일정기간 비행시키고 나서 지상으로 강하시켜 회수할 필요가 있는 것이 있다. 유인위성이나 군사 정찰위성 등이 그 예이다. 이 경우 궤도로부터 감속·이탈시키기 위한 장치나 대기권 진입 중에 생기는 공기력 가열에 견디는 구조가 필요하게 된다. 또 지상에 강하할 때의 충격에 의한 파괴를 방지하기 위하여 낙하산이나 역분사 로켓이 조립되어 들어간다. 회수는 위성 본체 전부를 대상으로 하는 것이 아니고 대개는 그 일부를 미리 캡슐로 만들어 두고 그것을 강하·회수한다. 군사 정찰위성 중에는 캡슐 몇 개를 탑재하여 발사하고 정기적으로 1개씩 회수하는 것도 있다. 해상에서 회수하는 것을 전제로 한 것은 회수선(回收船)이 도착할 때까지 떠 있을 수 있는 에어백(바람자루)의 준비나 전파로 위치를 나타내는 발신장치가 필요하게 된다.

## 인공위성의 응용
인공위성을 사용목적별로 분류하면, ① 과학관측·연구, ② 지구상의 경제사회 활동의 지원, ③ 군사를 포함하는 안전보장상 필요한 정보수집, ④ 우주공간을 이용하는 산업활동 등이 있다.

### 과학관측·연구
우주공간의 과학관측이나 연구 분야는 인공위성이 실용화된 초기에는 고층대기나 지구의 자기권(磁氣圈) 등이 연구 대상이었다. 그 후 태양활동과 지구 환경과의 상관(相關)이나 행성간 대기의 물리학적 조사·관측 등에 확대되어, 태양계뿐만 아니라 은하계나 우주구조 등 광범위하게 미치고 있다. 그 때문에 과학위성은 점차 전문화되어 국제 공동연구로 실시되는 경우도 많아지고 있다. 스페이스 셔틀에 탑재되는 우주실험실 스페이스래브에서는 대량의 관측·실험장치를 한번에 탑재할 수 있으므로 여러 분야의 연구가 동시에 실시되고, 또한 전문과학자가 탑승하는 일도 있어서 큰 성과를 기대할 수 있다.

### 지구상의 경제사회 활동의 지원
국제통신, 기상관측, 자원·환경탐사 등은 인공위성을 응용하여 지상의 경제사회 활동을 지원하는 분야이다. 특히 통신은 1970년대 후반에는 국내용으로서도 이용되는 경향이 강해지고 있다. 또 1976년 9월 정부간 해사협의기구(IMCO:Inter-Governmental Maritime Consultative Organization)는 국제해사위성기구(INMARSAT:International Marine Satellite Organization)의 설립을 결의하고, 1980년대 해사위성(海事衛星)을 발사하여 해상항행 중의 선박과 지상간 통신 연락체제의 정비를 하게 되어 있다.
1964년 8월 발족한 국제상업통신위성기구는 1973년 2월부터 항구조직(恒久組織)으로 되어 국제전기통신위성기구(INTELSAT)로 개칭되어, 현재 대서양·태평양·인도양 상공에 15개의 상업통신위성을 정지형 궤도에 배치하여 활발한 국제통신 중계업무를 수행하고 있다. 또 항공기를 대상으로 하는 에어로샛 위성조직의 설립도 국제간에서 협의되고 있다.
자원·환경탐사에서는 미국이 1972년 7월 발사한 어츠 1호(ERTS 1:뒤에 Landsat 1호로 개칭)의 성과가 예상 외로 크고 세계 각국으로부터의 탐사제안도 수백 건에 이르렀기 때문에 계획은 순조롭게 확대·발전하여 탐사 데이터의 이용범위도 확대되고 있다. 또 이러한 탐사를 육상에만 그치지 않고 해양자원 ·환경에도 미치기 때문에 미국에서는 해양탐사위성을 발사하고 있다.
제16회 유엔 총회의 결의에 따라 세계기상기구(WMO)는 1967년 세계기상감시(WWW) 계획을 채택하여 5항목의 과제를 대상으로 하여 기상업무의 충실·정비를 도모하게 되었다. 그 중의 하나는 인공위성에 의한 지구대기연구계획(GARP:Global Atmospheric Research Program)이다. 이것은 정지형 궤도에 5대, 극주회(極周回) 궤도에 2대의 기상관측 위성을 발사하여 입체적 관측을 항시 실시할 것을 목표로 하였다. 그리고 미국과 러시아가 각 2대, 일본이 1대의 정지형 기상위성을 분담하여 발사하였다.

### 군사를 포함하는 안전보장상 필요한 정보수집
군사를 포함하는 안전보장상의 정보수집을 인공위성에 의하여 실시하는 것은 우주활동 개시 때부터 실시되어 왔으며, 근년에는 점차 범위가 확대되어 대규모적이고 정밀한 것이 되고 있다. 주요한 것은 사진정찰·적외선탐지·전자정찰(電子偵察)·군사통신·기상관측·측거(測距) 등이며, 특히 미사일 발사기지의 상황이나 미사일 성능의 평가, 부대의 이동 ·전개의 추적 등이 중요 항목이다. 현재로는 미국과 러시아가 주로 실행하고 있다.

### 우주공간을 이용하는 산업활동
장래의 인공위성의 이용으로는 스페이스 셔틀과 같은 대형물체를 궤도에 운반하는 수단을 실용화하여 우주공간의 무중량(無重量)이나 고진공 등의 특수환경을 이용하여 지상에서는 제작·합성할 수 없는 재료나 물질을 생산할 계획이 진행되고 있다. 지금까지 로켓이나 인공위성의 개발과정에서 이루어낸 신기술을 민간산업에 응용하는 데 그친 우주기술을 보다 적극적으로 산업면에서 이용하려는 것이다. 또 초대면적의 태양전지 패널을 궤도에 올려 태양광선으로 얻은 대전력을 마이크로파로 변환하여 지상에 보내고 수전설비(受電設備)로 이것을 다시 전력으로 바꾸는 태양발전위성(太陽發電衛星)도 검토하고 있다. 보다 원대한 계획에는 달의 암석을 정련하여 얻어지는 금속재료를 주로 사용하여 우주콜로니[植民地]를 건설하려는 계획이 있다. 이것들은 현재 가지고 있는 기술로 충분히 실현가능하다는 것은 알고 있으나 건설에 소요되는 방대한 경비가 제약 요인이 되고 있다.

## 세계의 인공위성
세계 최초의 인공위성은 1957년 10월 4일 구(舊)소련이 발사한 스푸트니크 1호인데, 대기에 관한 여러 자료를 기록하고 전송할 수 있는 장치를 실은 직경 57cm, 무게 82.8kg의 금속구로 지구의 둘레를 96분에 1주하였다. 대한민국 최초의 국적위성은 우리별 1호다. 세계적으로 연간 120~140개의 인공위성이 발사되고 있다.
1970년대 후반부터 인공위성의 전성시대를 맞이하였는데 1994년까지 지구에서 발사한 인공위성은 대략 6,000여 개에 이르고 있으나 이 가운데 폐기하거나 대기권에 진입하여 타서 없어진 것을 제외하면 현재 운용되고 있는 것은 약 2,000여 개에 불과하다. 미국·러시아 외에 독자적으로 개발한 로켓으로 인공위성을 발사한 나라는 프랑스·영국·일본·중국·인도·이스라엘 등으로, 영국은 1회만 실시하고 활동을 정지하였고, 프랑스는 그 후 독일 등 서유럽 여러 나라와 함께 결성한 유럽우주기구(ESA)의 중심이 되어 공동으로 아리안이라는 대형로켓을 계획하여 현재 아리안 5까지 상용화 된 상태이고, 아리안 6가 2020년을 목표로 개발 중에 있다.
일본도 인공위성발사를 몇 번 시도하였고, 중국도 인공위성을 발사하였으며, 그 중에서 몇 개는 회수하기까지도 하였다. 한편, 동유럽 여러 나라도 러시아의 힘을 빌려 우주연구·이용조직을 만들어 과학위성이나 생물실험위성을 발사하고 있다. 그 밖에 국토가 넓고 미개발지역을 안고 있는 나라에서는 통신위성이 통신체계 정비에 유리하다는 데서 미국에 통신위성 발사를 위탁하는 나라가 1970년대부터 급격히 늘어나고 있다. 이미 영국·캐나다 등에서도 실시하고 있으며, 인도네시아에서도 국내용 통신위성 파라파를 미국의 로켓으로 발사하여 사용하고 있다.

### 대한민국
- 우리별(KITSAT): 과학 실험 위성 - KAIST(한국과학기술원)
- 과학기술위성(STSAT): 과학 기술 위성 - KAIST(한국과학기술원)
- 무궁화(KOREASAT) & 올레(KOREASAT) : 상용 방송 통신 위성 - KT
- 아리랑(KOMPSAT): 다목적 실용 위성 - KARI(한국항공우주연구원)
- 천리안(COMS): 기상관측위성 - KARI(한국항공우주연구원)
- 한누리(HAUSAT): 교육용 초소형 위성

## 인공위성의 수명
일반적으로는 위성이 대기 속으로 재돌입하여 소멸할 때까지를 수명으로 생각하지만 인공위성은 궤도상에서 관측 또는 통신과 같은 일을 하기 위해서 쏘아올린 것이므로 주어진 일을 해낼 기능이 정지된 시점에서 수명이 다한 것으로 보아야 한다는 견해가 있다. 관측과 같은 기능이 정지되는 요인으로서는
1. 탑재 전원(電源)의 소모,
2. 송신기의 고장에 의한 통신 정지,
3. 태양 방사선과 같은 장해,
4. 미소(微小) 운석과의 충돌 등을 들 수가 있다.

이 중 첫 번째 또는 두 번째 경우가 많다.

## 같이 보기
- 통신위성
- 기상위성
- 과학위성
- 지구관측위성
- 기술개발위성
- 측지위성
- 자원위성
- 실용위성
- 군사위성
  - 정찰위성
  - 조기경보위성
  - 군사통신위성
  - 군사항법위성
  - 미사일탐지위성
  - 핵폭발 탐지위성
  - 항행위성
  - 측량위성
  - 군용항공위성
  - 전자정보위성
  - 해양감시위성